# Wenta (miasto)
Wenta (lit. Venta) – miasto na Litwie, w okręgu szawelskim, w rejonie okmiańskim.
Wenta leży 12 km od Wiekszni. Znajduje tu się stacja kolejowa Okmiany.

## Historia
Miasto zostało założone w czasach przynależności tych terenów do Związku Sowieckiego